# リッチコミュニケーションサービス
リッチコミュニケーションサービス（Rich Communication Services、RCS）とは、音声通話やショートメッセージサービスなどを代替することを目的とした高機能なサービス、あるいはそれを実現する規格である。
RCSを実装するサービスとして、joyn、Advanced Messaging、Message+、joyn.T、+メッセージ・Rakuten Link、Google メッセージなどがある。

## 概要
ショートメッセージサービス (SMS) やマルチメディアメッセージングサービス (MMS) に代わるもので、携帯電話用のインスタントメッセンジャーを端末レベルで実現するための規格。相手と通信する時は、ユーザ名や電子メールアドレスではなく、電話番号を使用する。
従来からのSMSやMMSとは違い、IPマルチメディアサブシステム（IMS）を使用してInternet Protocol上で実装されている。
従来のSMSやMMSサービスでは、仕様の違いによって異なる通信キャリアとの通信に問題が生じた反省から、異なる通信キャリアとの相互接続性に考慮して設計されている。また送ることができる文字数（SMSの場合、コンカチなしで最大160文字）や添付ファイル等のサイズも、SMS・MMSより上限が大きくなっている。
国際的な相互接続を重視して作られた規格ではあるものの、Universal Profile・joynに認定されていない移動体通信事業者とは相互接続ができなかったり、特定の通信キャリアとしか相互接続していない移動体通信事業者もある。
欧米では、Facebook Messenger・WhatsApp・Skype等のメッセンジャーアプリの普及によるOTT(Over The Top)事業者の台頭（いわゆる通信キャリアの土管化）とSMS利用者の減少に伴う料金の減収への危機感から、サービスを開始する事業者が増えている。

## 歴史
2007年5月に欧米の通信キャリアによって結成された組織The Rich Communication Suite (RCS) industry initiativeによって考案され 、2008年2月にGSM Associationのプロジェクトとして採用され、ノキアの主導により開発が始まった。
2008年12月にRCS 1.0、2009年6月にRCS 2.0、2009年12月にRCS 3.0、2011年2月にRCS 4.0がリリース。
しかし仕様の改定のペースが速すぎたため、サプライヤーは製品を供給するのに躊躇してしまい、通信キャリアはRCSサービスを提供できなかった。
そのためDeutsche Telekom・France Telekom・Telecom Italia・Telefónica・Vodafoneの5社によって規格の簡素化が提案され、2011年4月に簡素化されたRCS-e 1.1がリリース。
また名称もRich Communication Suiteから、Rich Communication Servicesに改名した。
なおこのRCS-e(Rich Communications Suite Enhanced)には、自動設定機能やチャットなどの新機能が追加されている。
2012年7月にはRCS-e 1.2・RCS-e 1.2.1・RCS-e 1.2.2がリリース。
先行してサービスを行っていたスペインの通信キャリアの知見に基づき、2012年8月にRCS-e Implementation Guidelines（RCS-e導入ガイドライン）を作成。
2012年4月にRCS 5.0と、RCS-e 1.2の改訂版がRCS 5.1・RCS 5.2としてリリース。
2015年9月に、RCS Universal Profileをクラウドサーバで実装した「Jibe cloud プラットフォーム」を提供していたJibe Mobileを、Googleが買収。
なお通信キャリアのOrange・ドイツテレコム・Globe Telecomは、これを利用してRCSを構築している。
2016年11月に、他の通信キャリアとの相互接続を保証するための仕様であるUniversal Profileがリリース。
2016年11月4日には、GoogleがAndroidの標準のメッセージアプリ「Android メッセージ」でRCSに対応したことを発表し、OSレベルでRCSに対応。
2019年12月、アメリカでGoogleが提供する、通信キャリアを介さないRCSサービスを開始した。
2024年6月、Appleは開発者会議「WWDC 2024」にて、iOS 18のメッセージアプリでRCSをサポートすると発表した。SMSと同様に、RCSは緑色のメッセージバブルとボタンで表示されるが、テキストボックスにRCSインジケーターが表示される。2024年9月17日に提供を開始した。

## 主な機能
- 拡張電話帳(Enhanced phonebook) - プレゼンス情報（オフライン・退席中などのステータス）等がわかる高機能電話帳
- 高度なメッセージサービス(Enriched Messaging) - ショートメッセージサービス・チャット・インスタントメッセンジャーの機能を統合したサービス
  - メッセージング - ショートメールメッセージサービス　既読通知などの機能がある
  - チャット・グループメッセージ - タイムライン形式の吹き出し型チャットやスタンプ・添付ファイル等の機能がある
  - 音声メッセージ - いわゆるボイスメッセージ
  - 音声通話・ビデオ通話
  - 位置情報の共有
  - ファイル転送
- エンリッチコールサービス(Enriched Call) - 音声通話中に、コンテンツを共有することができるサービス
  - 通話中のファイル共有
  - 通話中の画面共有

## 仕様
RCSは単独で使用される規格ではなく、3GPPやOpen Mobile Allianceで規定された様々なサービス・仕様や、SMSと一緒に使用される規格である。
RCSの仕様で標準化されているサービスには、以下のものがある。
- スタンドアローンのインスタントメッセージ
- 1対1のチャット
- グループメッセージ
- ファイル転送
- コンテンツの共有
- プレゼンス情報
- 音声通話（IP電話）
- ビデオ通話
- 位置情報の共有
- 音声メッセージ
- ネットワーク型ブラックリスト
- Presence Protocol・SIP OPTIONSコマンドを利用した、利用可能な機能の問い合わせ

RCS 1.0 - 2008年12月
Rich Communication Suiteの基本仕様　Enhanced address bookに基づいたコンテンツの共有による、音声通話・テキストチャットを規定
RCS 2.0 - 2009年6月
高速回線を使用するの場合の仕様を追加　メッセージング機能を強化し、ファイル共有を追加
RCS 3.0 - 2009年12月
ブロードバンドデバイスとしての仕様を追加
RCS 4.0 - 2011年2月
LTEに対応するための仕様を追加
RCS-e 1.1 - 2012年4月
Rich Communication Servicesに改名　仕様を簡素化　自動設定機能・チャットなどを追加
RCS-e 1.2 - 2012年7月
誤りや、誤解を招きやすい記述を修正
RCS 5.0 - 2012年4月
他の通信キャリアとの相互接続性に関する仕様を追加
RCS 5.1 - 2012年4月
RCS-eを取り込む　位置情報に関する機能を追加
通信キャリアによってオプション機能の実装が異なるため、他の通信キャリアとの通信で問題が生じることがある。そこで相互接続性の向上のために具体的な実装仕様Universal Profile・joynが定められている。

### Universal Profile
Universal Profile 1.0 - 2016年11月
通信キャリア間の互換性のための機能や、チャット・グループメッセージ・ファイル転送・音声メッセージ・通話中の画面共有・マルチデバイス対応、通話機能の強化、位置情報の共有・ライブスケッチなど、中核となる仕様を規定。
Universal Profile 2.0 - 2017年7月
プラットフォームとしてのAPI・プラグインの統合、および認証とアプリのセキュリティの向上。

### joyn
- joyn Hot Fixes - RCS 1.2.2(旧 RCS-e)に基づいており、1対1のチャット・グループメッセージ・Message Session Relay Protocolによるファイル共有・ビデオチャットの実装が必須となっている。この仕様に基づくサービスは、スペイン・フランス・ドイツで採用されている。
- joyn Blackbird Drop 1 - RCS 5.1に基づいており、joyn Hot Fixesの内容に加えて、HTTPでのファイル共有・位置情報の共有・グループでのファイル共有、グループメッセージの蓄積交換などの実装が必須となっている。joyn Hot Fixesとの下位互換性がある。なおVodafone Spainでは、joyn Blackbird Drop 1を採用している。

この他にも、次の実装仕様が策定中。
- joyn Blackbird Drop 2 - RCS 5.1に基づいており、主にIP電話・ビデオ通話を追加。 joyn Blackbird Drop 2のテスト要件は、まだリリースされていない。
- joyn Crane - すでにGSMA Webページで利用可能。

## 普及状況
2018年4月の時点で、世界27か国、50の通信キャリアで使用することができる。
またAndroidやWindows 10 MobileではOSレベルでUniversal Profileに対応しており、日本国外の通信キャリアではiOS・タブレット・パソコン用のクライアントもリリースされているため、通信キャリアが対応していれば、すぐに使用することができる。
相互運用性を担保するための規格 Universal Profileは、2018年4年の時点で通信キャリア55社・携帯電話機メーカー11社と、OSベンダー2社（Google・Microsoft）の、合計68社がサポートしている。

### 日本

#### ＋メッセージ
日本では、2018年5月9日からNTTドコモ・KDDI・ソフトバンクの3社が「＋メッセージ」（プラスメッセージ）の名称でサービスを開始した。
日本国内の3大キャリアのみと相互接続を行うため、世界の通信キャリア利用者とは通信できない。
ahamo・UQ mobile・povo・Y!mobile・LINEMOや、３社の回線を利用しているMVNOでも利用可能。
またUniversal Profileやjoynは採用していないが、将来的に世界のキャリアと相互接続を行う予定であるため、Universal Profileをベースとした日本独自の技術仕様を定めている。なおこの実装は、各キャリアが独自に実装している。
送受信には、SMSにも対応したスマートフォン・タブレット用アプリ「＋メッセージ」（Android 4.4以降・iOS 9.0以降に対応）を使用する。
Android標準アプリ「Androidメッセージ」や、サードパーティのアプリには非対応。
RCSの送信料金は無料で、携帯電話回線を使用する場合はパケット通信料が別途必要（ただしパケット定額プランの対象である）となる。Wi-Fi回線では不要。なお「＋メッセージ」アプリからSMSを送信する場合は、別途SMS送信料金が必要となる。

#### 楽天Link
2020年1月23日から、楽天モバイルの無料サポータープログラムの参加者を対象に、ベータテストとしてサービスを開始した。
Wi-Fi・携帯電話のデータ通信機能を使うことにより、日本国内・国外を問わず日本の携帯電話の番号を使用した音声通話（Wi-Fi Calling）や、SMS・メッセージ・グループチャットの送受信が可能なのが特徴。なおメッセージ・グループチャットの利用は、自社の契約者間のみ。
システムの構築には、en:MavenirのRCS Application Serverが使用されている。

## GSM Associationによる認定
通信キャリア・機器メーカー・ソフトウェア開発者・サービス提供者向けに、Universal Profile・joynの実装を検証するためのテスト仕様が公開されており、このテストに合格するとGSM AssociationによるRCS・joynの適合認定を受けることができる。
なおこのテストは、サービス・製品のリリース速度に影響を及ぼさないようにするため、検査機関不要の自己認定となっている。